# Hannöver
Hannöver ist ein Ortsteil der Gemeinde Berne im Landkreis Wesermarsch in Niedersachsen. Der Ortsteil liegt südöstlich des Kernortes Berne an der Ollen. Südlich wird Hannöver durch den Ortsteil Hiddigwarden begrenzt, westlich verläuft die B 212.